# Olydri
Olydri est un astre de fiction apparaissant pour la première fois dans la série Horizon 2.0, reboot avorté de la web-série Lost Levels, avant de servir de décor à la série Noob, qui est un autre reboot Lost Levels, puis ses spin-offs (quatre prévus dont Néogicia).
Dans Horizon 2.0, la nature exacte d'Olydri, vis-à-vis du reste de son univers, n'est pas précisée, on oppose juste ce monde virtuel au monde réel.
Dans Noob, Olydri est également la principale composante d'un monde virtuel mais sa place dans son univers est précisée : il s'agit d'une des nombreuses lunes de la planète géante Arturis. Son background, en outre, est clairement inspiré de celui d'Horizon 2.0 mais en diffère suffisamment pour être incompatible avec celui de ce prédécesseur. Cela dit, la carte d'Olydri réalisée pour Horizon fut réutilisée telle quelle ou remaniée.
Ce qui suit est, sauf indication contraire, basé sur le contenu de la franchise Noob.

## Caractéristiques

### Cycle jour/nuit
Sur Olydri le cycle jour/nuit possède une durée fixe mais inconnue. La seule chose certaine est qu'une révolution autour d'Arturis n'est pas égale à vingt-quatre heures.
Ce cycle, en outre, est coordonné sur tout Olydri : le jour se lève partout sur l'astre en même temps et, de même la nuit y tombe partout à un autre même moment. La raison n'est pas précisée mais on peut supposer que l'atmosphère d'Olydri permet de diffuser la lumière des soleils du système d'Arturis de manière relativement homogène sur toute la surface sans pour autant empêcher la projection d'ombres sur une faible distance.
Le système auquel appartient Olydri possède trois soleils, un bleu, un blanc et un rouge. Le soleil bleu est le premier à se lever le matin (en franchissant l'horizon d'Arturis et non celui d'Olydri). Plus tard dans la journée, le soleil blanc, qui est le plus puissant des trois, se lève à son tour et prend la relève sur le soleil bleu, qui se couche avant le lever du soleil rouge. Le soleil rouge éclaire Olydri le soir et, au coucher de celui-ci, une nuit de quinze heures commence, provoquée par le passage d'Olydri dans l'ombre d'Arturis.

### Géographie
Olydri possède six continents dont trois particulièrement vastes et un grand nombre d'iles. La surface marine séparant ces terres n'a aucun découpage connu en mers et océans et, de toute façon, semble être vue comme un océan global par les olydriens. Cela peut s'expliquer par le fait que, au premier âge, Olydri n'avait qu'un seul continent : un supercontinent nommé Keos.
À la suite du cataclysme de la fin du premier âge, Le plus vaste des continents d'Olydri a hérité du nom de l'ancien supercontinent tandis que les autres furent nommés Syrial, Solmen, Örn, Erka et Murn. L'existence de Syrial fut cependant oubliée vers le début du deuxième âge et devint inaccessible en raison d'une mystérieuse tempête permanente, créée par les Sources, les divinités de cet univers, afin de protéger Sin, source née de l'explosion de la Pierre des Âges (un artefact réservé au source permettant de modeler la lune à leur envie), de l'influence des mortels.  Le continent fut renommé Continent sans retour quand il fut redécouvert une quarantaine d'années avant la fin du troisième âge.
Dans Horizon, le Continent sans retour n'a pas d'autre nom, est découvert au cinquième âge et les autres continents existaient déjà au premier âge : le seul cataclysme modifiant de manière importante la géographie de la planète est l'éclatement du continent nord, qui devient l'archipel nord, lors du combat opposant Dörtos à Lys et Ark'hen, peu avant que la planète, qui s'appelle alors encore Nös, ne soit renommée Olydri. 